# Timber! / Take Hold of That Star

## Közreműködők
Közreműködők:
- Barry Gibb – ének, gitár
- Robin Gibb – ének
- Maurice Gibb – ének
- stúdiózenészek: dob, hegedű, zongora, basszusgitár
- hangmérnök: Robert Iredale

## A lemez dalai
A oldal: Timber! (Barry Gibb) (1963), mono 1:46, ének: Barry Gibb

B oldal: Take Hold of That Star (Barry Gibb) (1963), mono 2:38, ének: Barry Gibb

## Megjegyzés
A számok a Festival Studio Harris Street-i telepén lett rögzítve kétsávos magnófelvételen.

## Dalszövegek
- Timber!
- Take Hold of That Star